# Knapp (condado de Jackson, Wisconsin)
Knapp es un pueblo ubicado en el condado de Jackson en el estado estadounidense de Wisconsin. En el Censo de 2010 tenía una población de 299 habitantes y una densidad poblacional de 1,61 personas por km².

## Geografía
Knapp se encuentra ubicado en las coordenadas 44°15′29″N 90°30′19″O / 44.25806, -90.50528. Según la Oficina del Censo de los Estados Unidos, Knapp tiene una superficie total de 185.21 km², de la cual 179.11 km² corresponden a tierra firme y (3.29%) 6.1 km² es agua.

## Demografía
Según el censo de 2010, había 299 personas residiendo en Knapp. La densidad de población era de 1,61 hab./km². De los 299 habitantes, Knapp estaba compuesto por el 96.66% blancos, el 1% eran afroamericanos, el 1.34% eran amerindios, el 0% eran asiáticos, el 0% eran isleños del Pacífico, el 0% eran de otras razas y el 1% pertenecían a dos o más razas. Del total de la población el 0.67% eran hispanos o latinos de cualquier raza.